# 212 (canção)
"212" é uma canção da rapper norte-americana Azealia Banks, para o seu primeiro extended play (EP) 1991, incluída também no seu primeiro álbum de estúdio Broke with Expensive Taste. A canção é nomeado após o código de área 212, que abrange a área de Harlem, Nova York, onde Banks cresceu. Em setembro de 2011, a canção foi escolhida como o Registro da Semana por Nick Grimshaw na BBC Radio 1. A canção foi incluída na lista de muitos publicações de fim de ano para 2011, sendo classificado no número 9 por Pitchfork Media e número 2 pelo The Guardian.
A canção também foi incluída na mais recente edição do livro '1001 Músicas Que Você Precisa Ouvir Antes De Morrer'.

## Videoclipe
Um vídeo da música para acompanhar o lançamento de "212" foi lançado no YouTube em 12 de setembro de 2011 em um comprimento total de três minutos e 25 segundos. Dirigido por Vincent Tsang, o vídeo é filmado inteiramente em preto e branco e apresenta Banks  dançando na frente de uma parede de tijolos e close-ups de seu rap para a câmera. O vídeo também tem participação de Lazy Jay.

## Na cultura popular
Desde o seu lançamento, "212" tem sido destaque em uma temporada em vários show da HBO, tais como 'The Heat', 'The Bling Ring', 'A Long Way Down', 'Skins', e 'Pitch Perfect'. Mais recentemente, a canção foi usada em um episódio de 'Cuckoo'.

## Recepção e crítica
A canção recebeu aclamação universal, com críticos elogiando o estilo de rap versátil dos Banks, bem como sua capacidade de composição. The Guardian deu à música uma crítica positiva e colocou-o no número 2 em suas músicas o melhor da lista de 2011. Na revisão, Michael Cragg elogiou a canção, chamando é "um surpreendentes 3 e meio minutos de atitude" bem como "incrível". Carrie Battan da Pitchfork Media elogiou seu "alcance vocal imprevisível" e escreveu, "ela clica entre personagens e estilos, casualmente, sem esforço. Sem costuras. Uma mandíbula-afrouxamento demo reel". NME apelidado a canção #18, em seus 50 melhores faixas de 2011, chamando-o de "travesso, inteligente e cheio de cunnilanguage imundo: fez Azealia Banks, a garota mais legal do planeta, e ele cumpriu a promessa de progressista do 2011". NPR Music deu à música uma crítica positiva e é listado como uma das suas 100 canções favoritas de 2011. 